# Traje aéreo

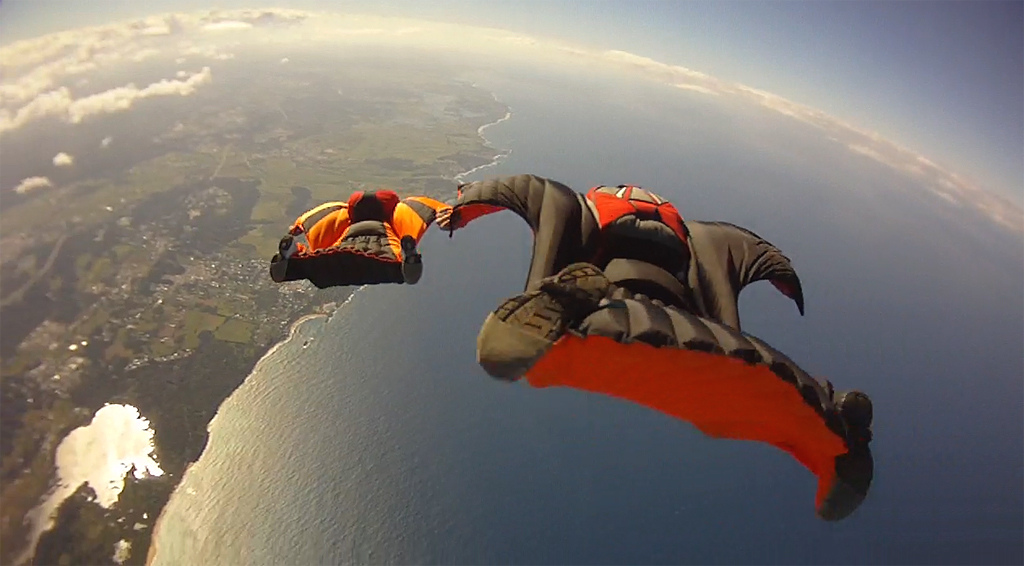
Descenso con trajes aéreos sobre la costa.

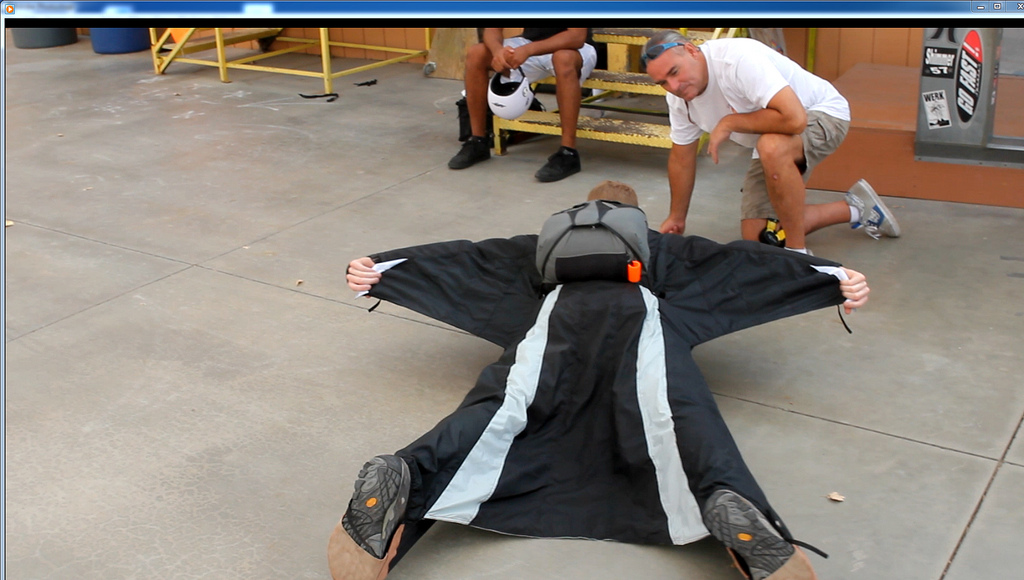
Practicante de traje aéreo vistiendo el traje, en entrenamiento en suelo dirigido por un instructor.

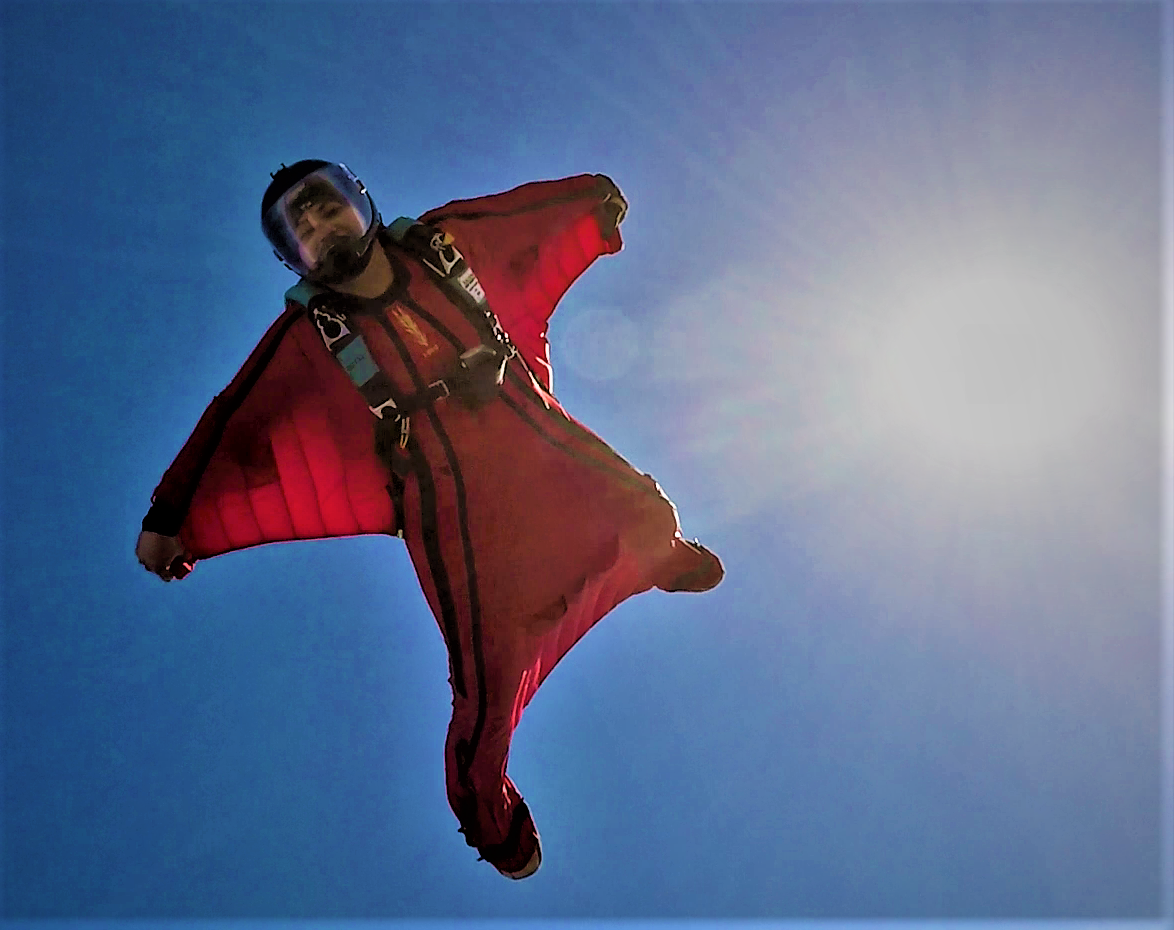
Vista desde abajo de un traje aéreo en uso.

Un traje aéreo o traje de alas (Wingsuit) es un traje con alas utilizado para planear, como una modalidad de paracaidismo. El desplazamiento horizontal en esta modalidad se incrementa mientras que el descenso vertical disminuye, comparado con el paracaidismo tradicional en caída libre.
Con estos trajes la sensación de velocidad es superior a la que se tiene en la caída libre y aunque menos acrobática, se pueden realizar maniobras espectaculares más parecidas a las que realizan los pájaros. En esta modalidad de deporte extremo, el deportista salta equipado con un traje especial, compuesto por membranas que unen sus brazos al tronco y entre sus piernas, de manera que cuando extiende las extremidades forma una especie de ala con la que se puede maniobrar.
Mientras que en el salto libre la relación de planeo no se acerca a una relación de 1 (por cada metro en caída se movería menos de un metro en horizontal respecto del punto de salto), con el traje aéreo se puede alcanzar relaciones de 4.

## Historia y evolución

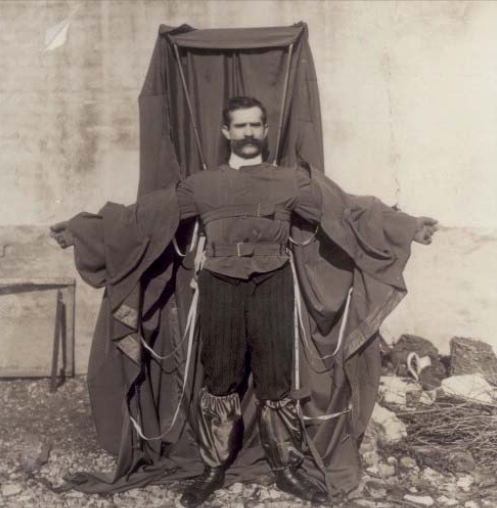
Franz Reichelt, que murió al saltar de la Torre Eiffel.

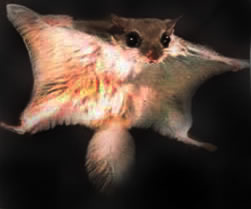
Ardilla del género Pteromyini conocido como ardilla voladora.

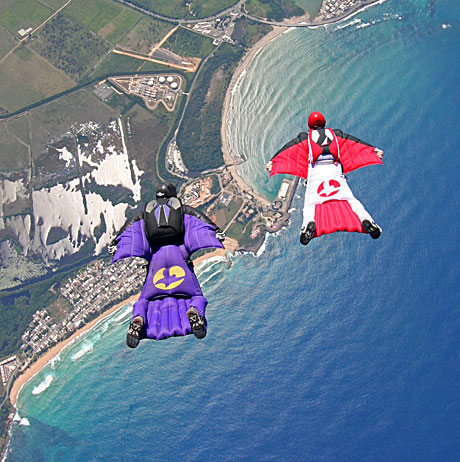
Caída libre con trajes aéreos.

La inspiración para inventar un traje que permitiera planear al hombre se basa en lo observado con la aptitud para el planeo de la ardilla voladora.
El 4 de febrero de 1912, un sastre de 33 años, Franz Reichelt, hizo un primer intento de volar con traje aéreo y saltó desde la Torre Eiffel para probar su invención de una combinación de paracaídas y ala, que era similar a los trajes aéreos modernos. Engañó a los guardias diciendo que el experimento se iba a realizar con un muñeco. Dudó bastante tiempo antes de saltar, y murió cuando golpeó el suelo de cabeza, abriendo un agujero medible en el suelo helado.
Las alas fueron usadas por primera vez en los años 1930 con el fin de incrementar el desplazamiento horizontal. Estos primitivos trajes aéreos estaban hechos de materiales como lienzo, madera, seda, metal e incluso huesos de ballena. Estas prendas no eran muy confiables: de acuerdo a Wingsuit Lore, entre 1912 y 1961, 72 de sus 75 pilotos de trajes planeadores murieron realizando pruebas. 
En 1990 el paracaidista francés Patrick de Gayardon con 30 años, desarrolló un nuevo traje aéreo de membranas, el cual representó un salto con más margen de seguridad. Paradójicamente, De Gayardon murió el 13 de abril de 1998, en Hawái, mientras probaba una nueva modificación de su prenda. Sin embargo, sentó las bases de una nueva generación de trajes. 
En 1999 Jari Kuosma, de Finlandia, y Robert Pečnik, de Croacia, se juntaron para crear un nuevo traje que fuera mucho más seguro y accesible para todos los pilotos. Fue entonces cuando crearon la compañía BirdMan Inc. 
El primer traje aéreo en ser ofrecido al público en general se llamó BirdMan's Classic, diseñado por Pecnik. BirdMan Inc. fue la primera empresa en promover el uso seguro de trajes aéreos, al ofrecer un programa para instructores. Este programa, creado por Kuosma con la ayuda de los instructores Scott Campos, Chuck Blue y Kim Griffin, tenía como objetivo revertir el estigma de que los trajes aéreos eran peligrosos y ofrecer a los nuevos pilotos una manera de disfrutar con seguridad el deporte.
Las compañías Phoenix-Fly, Fly Your Body y EG Wingsuits también han desarrollado sus propios programas de entrenamiento basados en sus productos.

### Jetwing
Los trajes aéreos evolucionaron a partir de 2015 hacia una versión autopropulsada aun en estado experimental denominada Jetwing que es el mismo concepto del traje de membrana, pero el ala no está incorporada al traje sino que es un componente desmontable en estado rígido y lleva pequeños motores a reacción de corta duración de vuelo (15 minutos).
Unos de sus representantes más conocidos en esta especialidad son Yves Rossy y Vincent Reffet, famosos por aparecer en un video junto a un Airbus 380 de los Emiratos en vuelo sobre Dubái.
Reffet falleció en 2020 en una base aérea en Dubái experimentando con un prototipo de esta modalidad.

## Tasa de accidentabilidad
El planeo con trajes de alas o Wingsuit o Wingfly está considerado  un deporte adictivo y clasificado de alto riesgo, al presentar una alta tasa de accidentes fatales en el tiempo. Su índice de accidentabilidad es comparable a ser piloto de Rally. Al cerrar el siglo XX la tasa de accidentabilidad ya era muy elevada entre los escasos practicantes en trajes menos desarrollados. Con su posterior mejora y popularización, en 2013 se produjeron en los Alpes franceses unas 20 fatalidades.
En 2016, en Europa se registraron un total de 31 fallecidos y en la década de 2010 en la región alpina y en Noruega perecieron 210 deportistas, muchos de ellos muy experimentados.
En 2017 hubo 15 víctimas y en 2018 unas 23 fatalidades.
En 2019, esta cifra disminuyó a unos 5 casos debido a la adopción de regulaciones más estrictas, un entrenamiento más dilatado, clima preponderante en la zona de saltos y una mejor conciencia del riesgo.
Las causas fatales son en su mayoría por traspasar los límites seguros del planeo a velocidades de entre 160-250 km/h y a menos de 10 m del suelo u impacto 
con obstáculo no previsto como riscos, crestas de rocas, copas de árboles o demasiado cerca del suelo. La probabilidad de fatalidad está cifrada en 1/60 saltos base, superior a la Fórmula 1, donde cualquier fallo es letal.